# Phare du cap Lookout
Le phare du cap Lookout (en anglais : Cape Lookout Lighthouse) est un phare américain situé dans le comté de Carteret, en Caroline du Nord. 
Protégé au sein du Cape Lookout National Seashore, il est inscrit au Registre national des lieux historiques depuis le 18 octobre 1972 . Il fait par ailleurs partie des propriétés contributrices au district historique de Cape Lookout Village depuis le 3 juin 2000.

## Historique
C'est le deuxième phare qui se trouve à cet endroit et il est presque identique au phare de Bodie Island  qui comporte des bandes horizontales, et au phare de Currituck Beach, qui est en brique rouge non peinte. Le premier phare du cap Lookout fut achevé et allumé en 1812. Il fallut 8 ans pour le construire. C'était le quatrième phare à avoir été construit en Caroline du Nord, une tour en briques avec des bardeaux de bois peints de bandes horizontales rouges et blanches. Mais il s’est avéré trop court pour éclairer les dangereux bancs de Lookout.
Le phare actuel  a été achevé et allumé le 1er novembre 1859. Il utilisait une lentille de Fresnel de premier ordre qui permettait à la lumière d'être vue de plus loin. Durant la guerre de Sécession toutes les lentilles ont été retirées des phares côtiers et des balises de navigation pour empêcher les forces de l'Union d'utiliser les phares pour naviguer sur la côte. En 1863, une lentille de Fresnel de troisième ordre fut réinstallée dans le phare. En 1867, les escaliers en bois temporaires ont été remplacés lorsque le fer est redevenu disponible après la guerre et la lentille de Fresnel de premier ordre d'origine a été réinstallée. 
En 1873, le phare a été peint avec son motif distinctif en damier diagonal noir et blanc, ou diamant. Le phare du cap Lookout est la seule structure de ce type aux États-Unis à porter la marque à damier, destinée non seulement à différencier des tours de phare similaires, mais également à indiquer la direction à suivre. Ce phare est l’un des rares phares à fonctionner pendant la journée. Il est devenu entièrement automatisé en 1950. 

### Visite
Le phare fait partie du Cape Lookout National Seashore et n'est accessible que par ferry privé. En été, le centre d'accueil des visiteurs du phare et le Keepers' Quarters Museum sont ouverts. Bien que les ascensions dans les tours fussent suspendues en février 2008, le phare fut rouvert au 15 juillet 2010. Le saison régulière dure de la mi-mai à la mi-septembre de chaque année. Pendant la saison ouverte, les visiteurs sont autorisés à gravir les 207 marches qui mènent au sommet du phare et à admirer la vue à couper le souffle sur Core Banks.